# Богдани (Золотоніський район)
Богдани́ — село в Україні, у Золотоніському районі Черкаської області. Входить до складу Гельмязівської сільської громади. Населення — 584 особи, 290 дворів.
Село розташоване попід горою на річці Супій за 42 км на північ від районного центру — міста Золотоноша та залізничної станції Золотоноша I і складається практично з однієї вулиці.
Землі Богданів впритул підходять до Київської області.

## Історія
Богдани — козацьке село. Вперше згадується в «Переписних книгах 1666 року» під назвою «село Богданов». Тільки з 1728 року село має сучасну назву. Імовірно, що ойконім «Богдани» є антропонімічного походження і пов'язаний з іменем першопоселенця Богдана.
З описів Київського намісництва 1787 року в Богданах було 169 дворів із населенням 468 мешканців. Ця козацька осада належала до Гельмязівської сотні. У ті часи по одному двору належало дворянам, різночинцям, духовенству і церковникам, 68 — виборним козакам, 69 — козакам-підпомічникам, 32 — посполитим і козацьким підсусідкам. Богданівськими чорноземами володіли здебільшого лейб-гвардії капітан Порутченко, граф Безбородько і військовий товариш Вертипокол.
Село у 1774 році мало свою Вознесенську церкву.
1901 року відбувся III подвірно-господарський перепис Золотоніського повіту. За цим переписом у Богданах на початок XX століття проживало 1630 мешканців, 180 дворів належало козакам, 98 були селянськими господарствами. Богданівці обробляли 2243 га землі. Тоді в селі проживало 4 кравці, 7 шевців, 3 ковалі, 3 ткачі, а 145 перебувало на поденних роботах. Інтелігенція села становила 6 осіб, тільки 258 знали грамоту.
Село постраждало внаслідок геноциду українського народу, проведеного окупаційним урядом СРСР 1932—1933 та 1946–1947 роках.
184 мешканців села брали участь у боях радянсько-німецької війни на боці СРСР, 109 з них загинули, 74 нагороджені орденами й медалями цієї держави. На честь полеглих у боях встановлено обеліск Слави.
Станом на початок 70-х років XX століття в селі розміщувалась центральна садиба колгоспу «Радянська Україна» за яким було закріплено 3 тисячі га сільськогосподарських угідь, у тому числі 2,6 тисячі га орної землі. Господарство спеціалізувалось на вирощуванні зерна і тваринницької продукції. З допоміжних підприємств працювали млин, пилорама, майстерня.
Також на той час працювали восьмирічна школа, клуб на 180 місць, бібліотека з книжковим фондом 10,9 тисяч примірників, фельдшерсько-акушерський пункт, дитячі ясла, 4 крамниці.

## Сучасність
На території села господарює СТОВ «Богданівське», що має в користуванні 2,5 тисяч га орних земель. Воно спеціалізується з вирощування зернових культур та виробництва тваринницької продукції.
У селі є середня школа, дитячий садок, фельдшерсько-акушерський пункт, бібліотека з книжковим фондом 7,5 тисяч примірників, будинок культури.
Народні традиції зберігає сільський фольклорно-етнографічний колектив «Діброва», що здобув звання народного.

## Відомі люди
Уродженці села:
- Покритан Анатолій Карпович — доктор економічних наук, професор Одеського економічного університету;
- Корніч Володимир Григорович — кандидат фізико-математичних наук;
- Наконешний Віктор Федосійович — кандидат медичних наук;
- Васенко Василь Васильович — кандидат педагогічних наук, доцент Переяславського університету.
- Мишковський Євген Васильович — український військовий, керівник генерального штабу армії УНР. Є дані, що він є уродженцем села Богдани.